# 苏科 (鲁讷贝格)
苏科（德語：Suckow，發音：[ˈzʊkoː]）是德国梅克伦堡-前波美拉尼亚州路德维希斯卢斯特-帕尔希姆县曾经的一个市镇，面积27.18平方千米，2017年12月31日人口为499人。2019年1月1日，苏科与另外2个市镇合并为新市镇鲁讷贝格。